# San José del Carmen, San Luis de la Paz
San José del Carmen är en ort i Mexiko.   Den ligger i kommunen San Luis de la Paz och delstaten Guanajuato, i den centrala delen av landet, 260 km nordväst om huvudstaden Mexico City. San José del Carmen ligger 2 015 meter över havet och antalet invånare är 327.
Terrängen runt San José del Carmen är platt åt nordväst, men åt sydost är den kuperad. Runt San José del Carmen är det ganska tätbefolkat, med 52 invånare per kvadratkilometer. Närmaste större samhälle är San Luis de la Paz, 5,8 km sydost om San José del Carmen. Trakten runt San José del Carmen består till största delen av jordbruksmark.